# Chalepoxenus muellerianus
Chalepoxenus muellerianus là một loài kiến thuộc họ Formicidae. Đây là loài đặc hữu của Ý.